# Men I Trust
Men I Trust — канадская инди-поп группа из Монреаля. Основанная в 2014 году, она состоит из басиста Джесси Кэрона, мультиинструменталиста и по совместительству продюсера Драгоша Кириака, а также вокалистки и гитаристки Эммы Пру. Свои первые работы группа выпускала самостоятельно, впоследствии подписав контракт с канадским инди-лейблом Return To Analog.

## Карьера
Men I Trust была основана в 2014 году двумя школьными друзьями Джесси Кэроном и Драгошем Кириаком, воссоединившимися вновь на музыкальном факультете в университете Лаваля. Они выпустили свой первый одноимённый мини-альбом в том же году, и в течение короткого промежутка времени стали приглашёнными исполнителями на Montreal Jazz Festival, Quebec City Summer Festival и M for Montreal. Первый полноценный альбом группы Headroom вышел уже в 2015 году. Позднее к ребятам присоединилась двадцатитрёхлетняя Эмма Пру, певица и гитаристка, ставшая постоянным участником группы в марте 2016 года.

## Стиль
Различные издания расходятся в однозначной оценке музыкального стиля группы. Например, NPR называло Men I Trust электропоп группой, Our Culture Mag как инди, в то время Fader описал их стиль как дрим-поп. Сами участники группы описывают свой стиль как «скорее электронную чилаут музыку с влиянием диско и фанка, в которой также есть некоторая нотка чего-то французского и что-то от итало-диско».

## Участники
- Джесси Кэрон — басист, гитарист[3][8]
- Драгош Кириак — клавишник, продюсер группы[3]
- Эмма Пру — вокалистка и гитаристка[3]. У Эммы также есть сольный проект под названием Bernache[9]

## Дискография

### Альбомы
| Название              | Дата выхода      |
| --------------------- | ---------------- |
| Men I Trust           | 28 мая 2014      |
| Headroom              | 30 июня 2015     |
| Oncle Jazz            | 13 сентября 2019 |
| Forever Live Sessions | 9 июля 2020      |
| Untourable Album      | 25 августа 2021  |
| Equus Asinus          | 19 марта 2025    |

### Синглы
| Название                         | Год  | Альбом      |
| -------------------------------- | ---- | ----------- |
| «Humming Man»                    | 2016 | без альбома |
| «Lauren»                         | 2016 | без альбома |
| «Plain View»                     | 2016 | без альбома |
| «You Deserve This»               | 2017 | Oncle Jazz  |
| «Tailwhip»                       | 2017 | Oncle Jazz  |
| «I Hope To Be Around»            | 2017 | Oncle Jazz  |
| «Show Me How»                    | 2018 | Oncle Jazz  |
| «Seven»                          | 2018 | Oncle Jazz  |
| «Say, Can You Hear»              | 2018 | Oncle Jazz  |
| «Numb»                           | 2019 | Oncle Jazz  |
| «Norton Commander (All We Need)» | 2019 | Oncle Jazz  |